# Asterina lauracearum
Asterina lauracearum är en svampart som beskrevs av Hosag. & C.K. Biju 2004. Asterina lauracearum ingår i släktet Asterina och familjen Asterinaceae.   Inga underarter finns listade i Catalogue of Life.